# Euverte d'Orléans
Euverte d'Orléans ou saint Euverte (ou Evurtius, Evortius ou Eortius) est le quatrième évêque d'Orléans au IVe siècle.
À cette époque, la Cenabum de César est devenue, après division de l’ancien territoire des Carnutes, le chef-lieu de la civitas Aurelianorum, cité de la Lyonnaise quatrième de l’Empire romain.

## Biographie

### Le récit hagiographique
La biographie d’Euverte est connue par une vie légendaire, transmise par deux récits. L'un, signé du sous-diacre Lucifer, est long et se trouve dans des manuscrits du IXe siècle. L’autre, anonyme, est un résumé du récit de Lucifer, enrichi de quelques détails, et est attesté à partir du XIe siècle seulement.
Sous-diacre de l'Église de Rome, Euverte parcourt la Gaule à la recherche de son frère et de sa sœur, enlevés par des barbares quarante ans plus tôt. Il arrive à Orléans au moment précis où doit avoir lieu l’élection d’un nouvel évêque. Invité à assister aux cérémonies, il est à trois reprises désigné par une colombe entrée miraculeusement dans l'église et se voit en conséquence élu.
Environ un an après son élection, Euverte parvient, par ses prières, à faire éteindre par une pluie miraculeuse un incendie qui ravageait la ville. En contrepartie, il demande aux habitants de l’aider à construire une nouvelle cathédrale, l'ancienne étant trop petite. Alors que se creusaient les fondations de l’édifice, on trouve une cruche pleine de pièces d’or à l’effigie de l’empereur Néron. Estimant que cet argent appartient au trésor public, Euverte envoie son archidiacre à Rome, afin qu’il le rende en personne à Constantin, l’empereur régnant alors. Ce dernier ne se contente pas d'ordonner que la somme revienne triplée à Orléans, il décide encore que la nouvelle cathédrale soit construite en forme de croix, en détermine les dimensions, la dédicace à la Sainte Croix, et, avant de renvoyer l’archidiacre porteur de ces bonnes nouvelles, lui remet de plus sept calices et sept patènes.
Pendant ce temps, à Soissons, l’évêque remarque deux pénitents qui se lamentent devant le tombeau des saints Crépin et Crépinien et demandent quand il leur sera permis de revoir leur frère Euverte, sous-diacre de l’Église de Rome. L’évêque leur rend la liberté.
À Orléans, la construction de la nouvelle cathédrale étant terminée après trois ans de travaux, la consécration du bâtiment peut avoir lieu. Les évêques présents pour la cérémonie poussent Euverte à célébrer lui-même la messe dédicatoire. Au cours de la célébration, au moment de l’élévation apparaît la main de Dieu qui vient elle-même bénir l’édifice. En plus de l’évêque, seules trois personnes sont témoins du miracle : un sous-diacre de service à l’autel et, parmi les fidèles, un pénitent et une religieuse.
Désirant épargner à Orléans le renouvellement de dissensions comme celles qui avaient précédé son élection miraculeuse, à la fin de sa vie Euverte, accablé de vieillesse, tente de nommer Aignan pour lui succéder. Le clergé et le peuple s’opposent vivement à ce choix. Euverte prend la parole et leur dit : « Si vous voulez un évêque agréable à Dieu, sachez que vous devez mettre Aignan à ma place. » Mais pour leur faire connaître clairement que telle était la volonté du Seigneur, après avoir prescrit, selon la coutume, un jeûne de trois jours, il fit mettre sur l’autel d’un côté des billets (brevia), et, de l’autre, les Psaumes, les épîtres de saint Paul et les Évangiles.
Euverte meurt le 7 septembre et rapidement les miracles se multiplient sur sa tombe.

### Les éléments connus

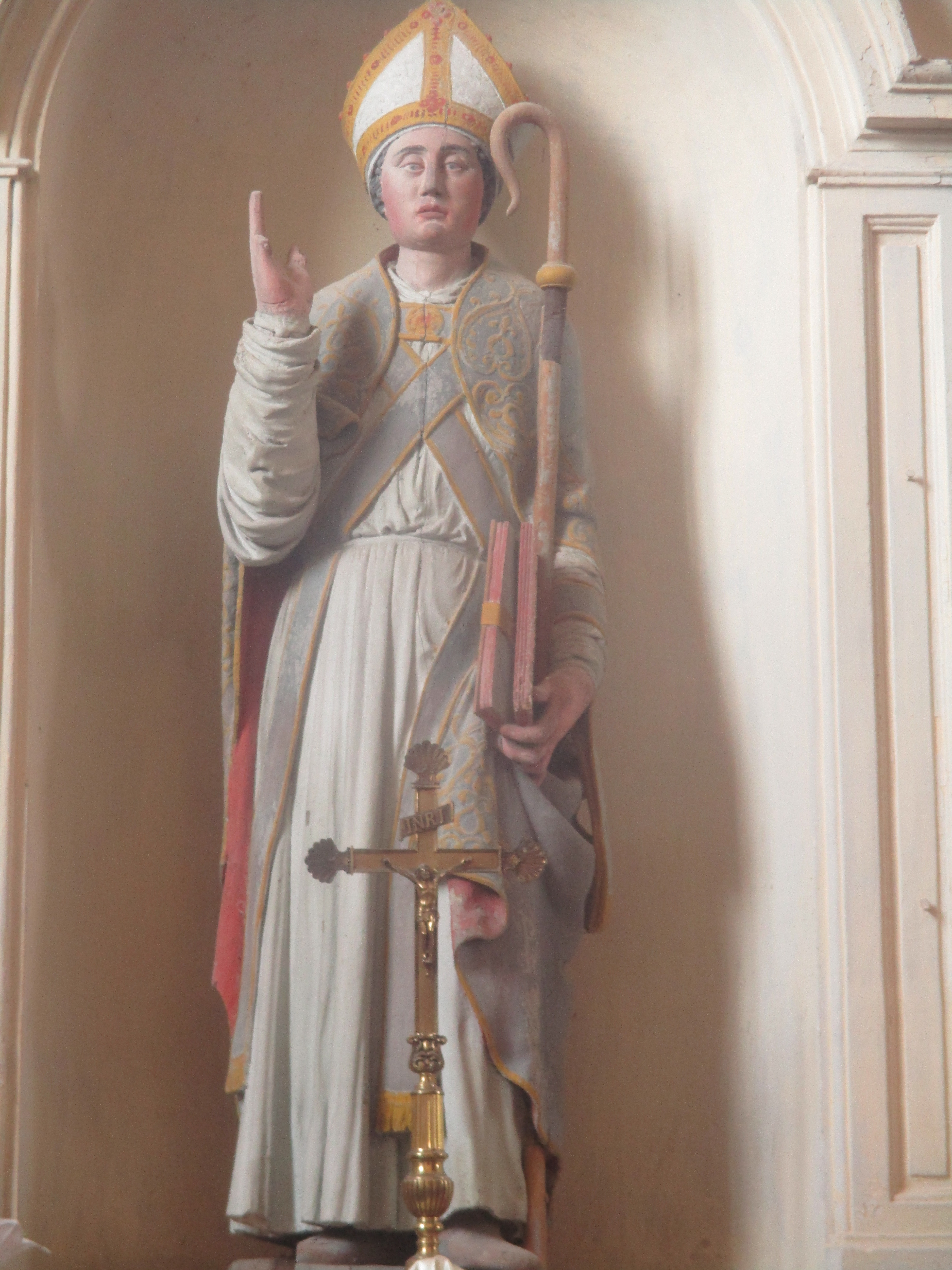
Statue de saint Euverte dans l'église de Bussy-le-Repos.

Les éléments connus de la biographie d’Euverte se réduisent à peu de chose.
Il participe au concile de Valence en 374.
Rédigée entre 474 et 530, la première Vie de saint Aignan est le texte le plus ancien attribuant à saint Euverte la construction d’une cathédrale à Orléans.
La date exacte de sa mort n’est pas connue. Seul le jour (7 septembre) en a été transmis par les martyrologes afin de permettre d’en célébrer l’anniversaire.
Le nom de son successeur immédiat n’est pas davantage connu.

### Martyrologes et chroniques
Parmi les martyrologes les plus anciens, celui qu’on appelle hiéronymien se contente de citer le jour de sa mort, le 7 septembre.
Plus récents, les martyrologes carolingiens, celui de Florus de Lyon, celui de Raban Maur et celui d’Usuard, se montrent certes plus prolixes mais semblent tous citer des éléments empruntés à la légende, en particulier l’élection miraculeuse d’Euverte à l’épiscopat.
Une chronique du IXe siècle, celle du moine Adrevald, s’intéresse moins à l'évêque qu’à son œuvre. Elle ne se contente pas de citer le vocable de la cathédrale d’Orléans (Sainte-Croix) mais donne quelques précisions supplémentaires provenant de la légende : fondée par Euverte, la cathédrale Sainte-Croix a été construite en forme de croix et dédiée à la Sainte Croix selon la volonté de l’empereur Constantin.

## Divers
Euverte est fêté le 7 septembre.
Le 13 septembre 2003, les reliques de saint Euverte sont transférées à la cathédrale Sainte-Croix d’Orléans.
Une église d'Orléans, classée aux monuments historiques depuis le 4 mars 1933, est dédiée à saint Euverte.
Euverte est figuré dans deux vitraux de la cathédrale Sainte-Croix d'Orléans et sur un vitrail de l'hôtel Groslot d'Orléans.
Un lycée général et polyvalent privé d'Orléans porte le nom de Sainte-Croix-Saint-Euverte

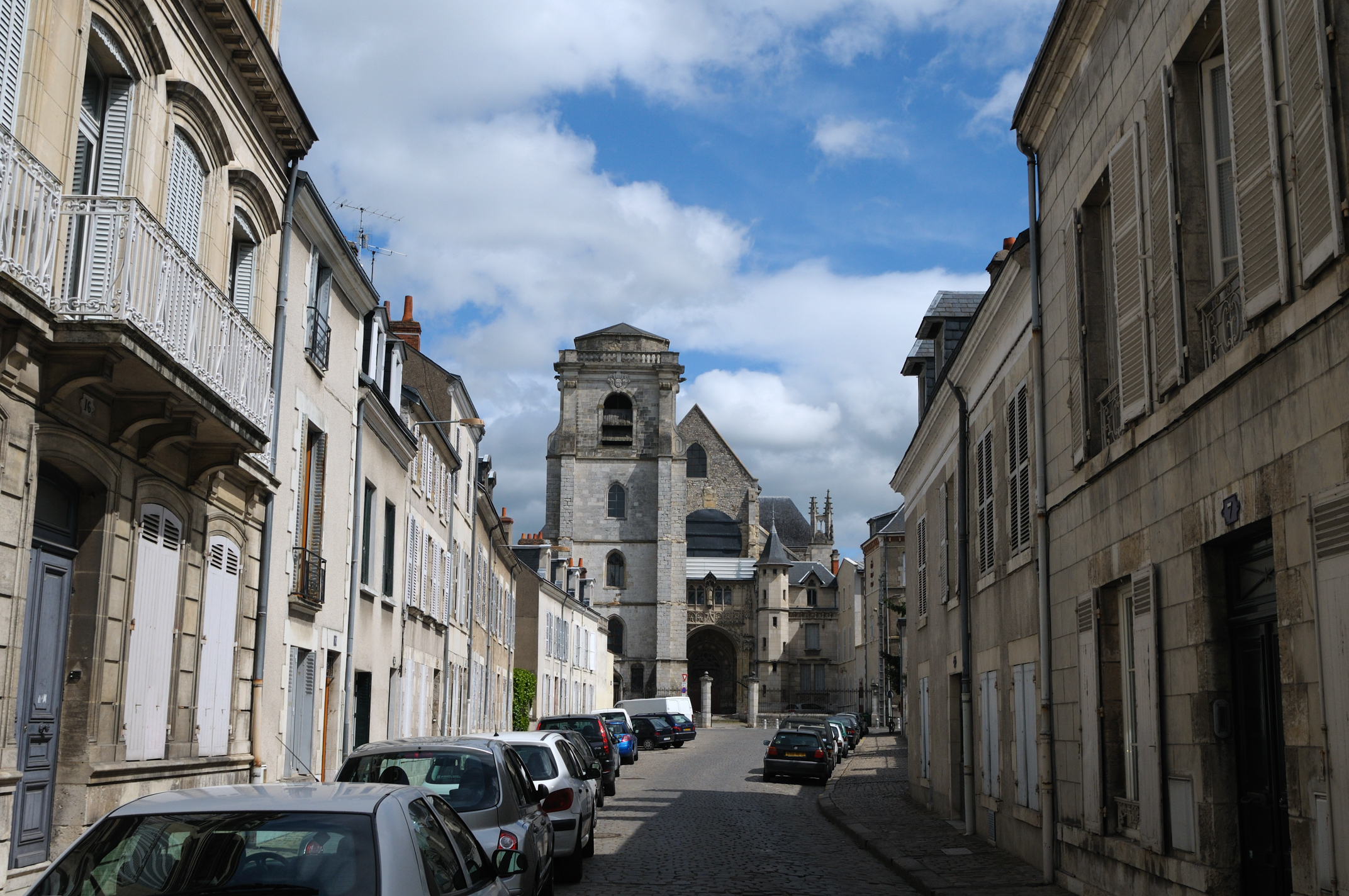
L'église Saint-Euverte à Orléans.
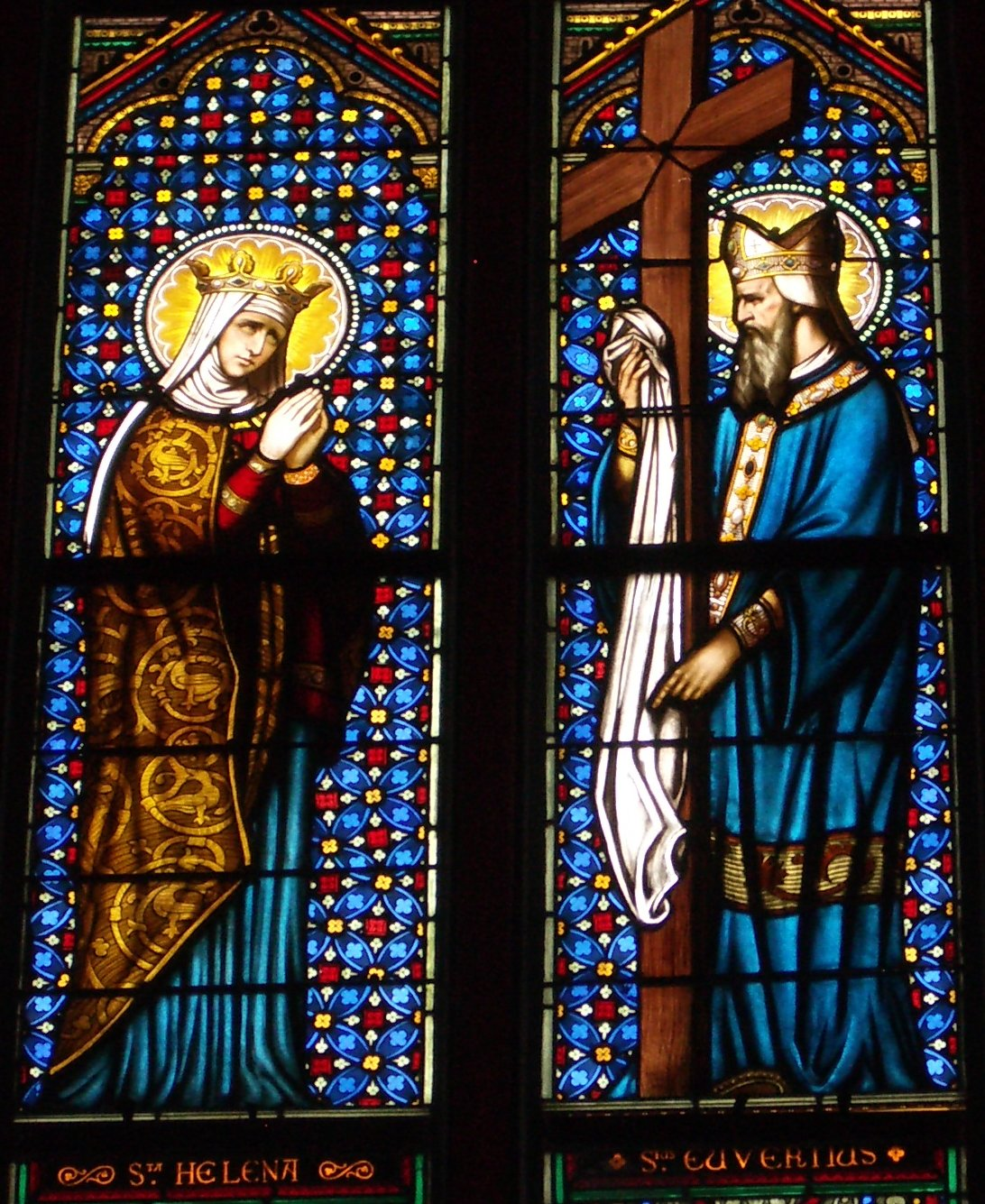
Vitrail de la cathédrale.
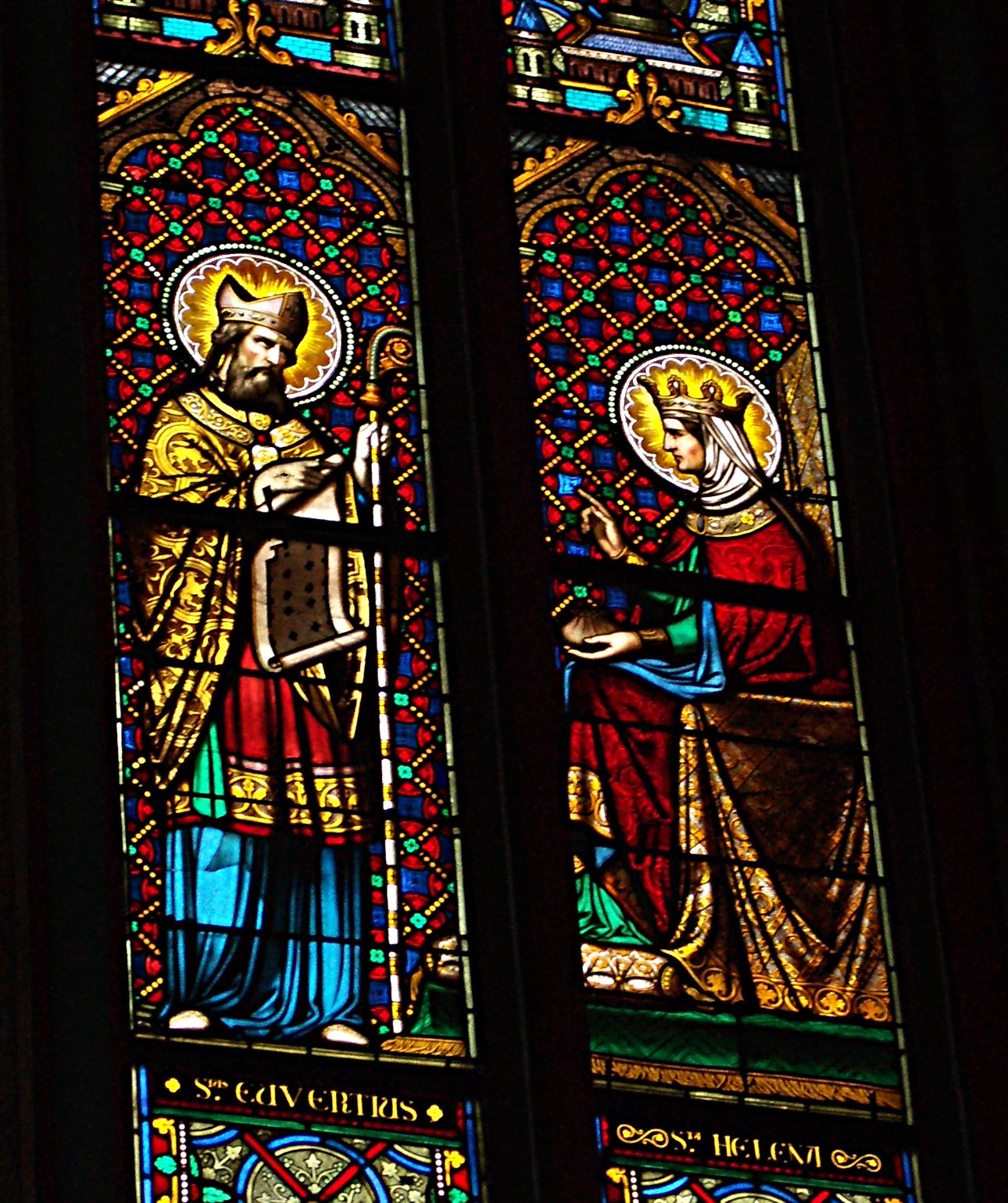
Vitrail de la cathédrale.
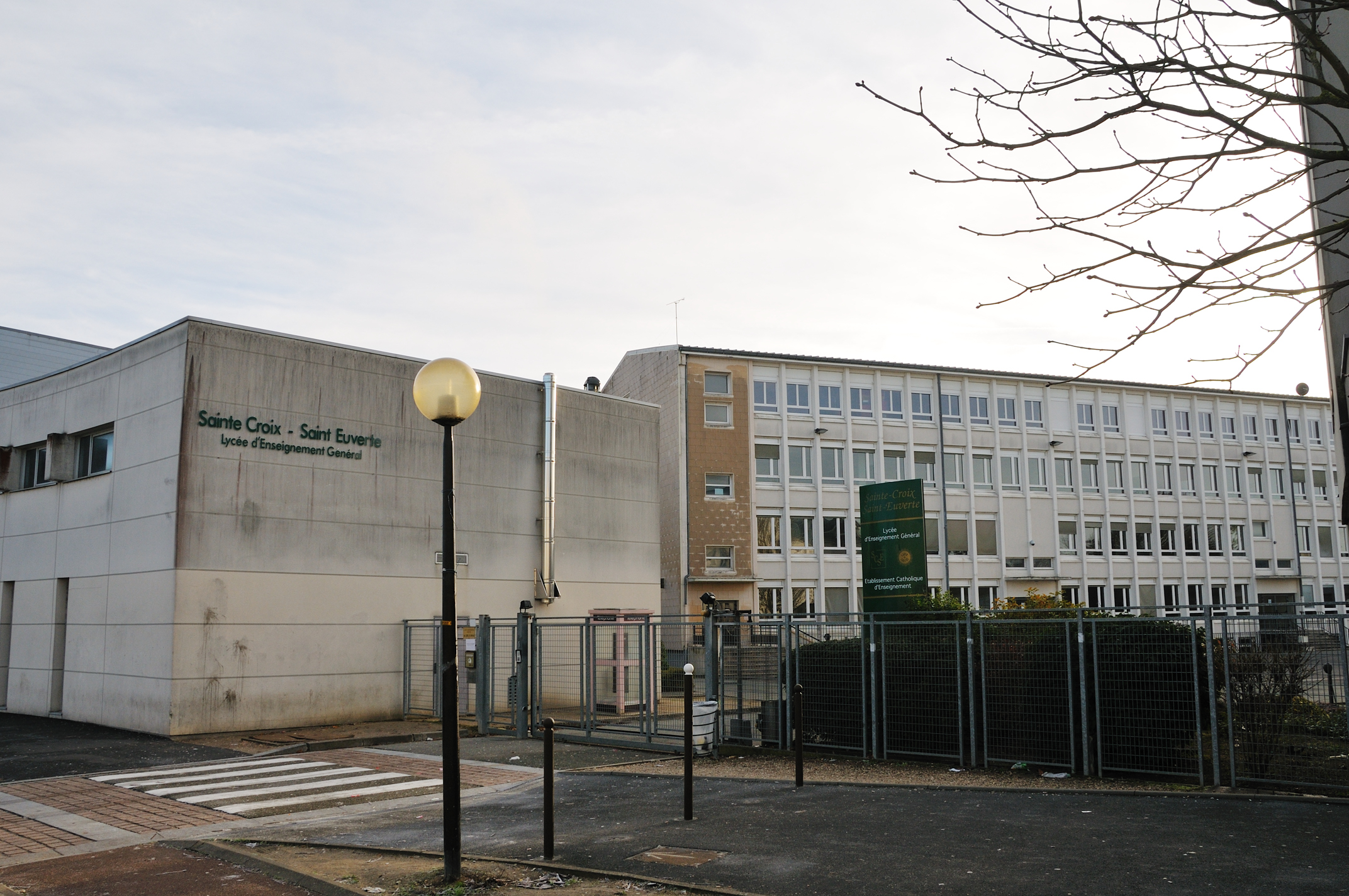
Le lycée Sainte-Croix-Saint-Euverte.

### Articles liés
- Antiquité tardive
- Histoire d'Orléans
- Liste des évêques d'Orléans